# Sörényes galamb
A sörényes galamb (Caloenas nicobarica) a madarak osztályának  galambalakúak (Columbiformes) rendjébe és a galambfélék (Columbidae) családjába tartozó Caloenas nem egyetlen élő faja.

## Rendszerezése
A fajt Carl von Linné svéd természettudós írta le 1758-ban, a Columba nembe Columba nicobarica néven.

## Alfajai
- Caloenas nicobarica nicobarica (Linnaeus, 1758)
- Caloenas nicobarica  pelewensis Finsch, 1875[2]

## Előfordulása
India, a Nicobár-szigetek, Indonézia, Malajzia, Palau, Pápua Új-Guinea, a Fülöp-szigetek, a Salamon-szigetek, Thaiföld, Kambodzsa és Vietnám területén honos. 
Természetes élőhelyei a szubtrópusi és trópusi síkvidéki esőerdők, mangroveerdők, száraz erdők és cserjések. Nomád faj.

## Megjelenése
Testhossza 38 centiméter, testtömege  460-600 gramm.  Zömök testéhez képest vékony nyaka és kicsi feje van. Csőre tövében egy bibircsókot visel. Nyakán hosszú tollakból álló sörénye van. Farka rövid és fehér színű.
|  |

## Életmódja
Tápláléka magokból és gyümölcsökből áll, melyeket sötétedés után a talajon keresgél.

## Szaporodása
Sörénye felborzolásával udvarol. Fákra vagy bokrokra, gallyak felhasználásával készíti fészkét. Fészekalja egy tojásból áll.

## Természetvédelmi helyzete
Az elterjedési területe még nagyon nagy, de csökken, egyedszáma szintén csökken. A Természetvédelmi Világszövetség Vörös listáján mérsékelten fenyegetett fajként szerepel.